# Алессандро Альвізі
Алессандро Альвізі (італ. Alessandro Alvisi, 12 лютого 1887 — 9 травня 1951) — італійський вершник.
Бронзовий призер Олімпійських Ігор 1920 (командний конкур), 1924 (командне триборство) років.